# Acacia collinsii
Acacia collinsii es una especie de árbol  caduco originario de  México, donde se encuentra en Chiapas y Yucatán, entre Chicoasen y San Fernandino. Con una distribución que abarca desde México hasta Colombia

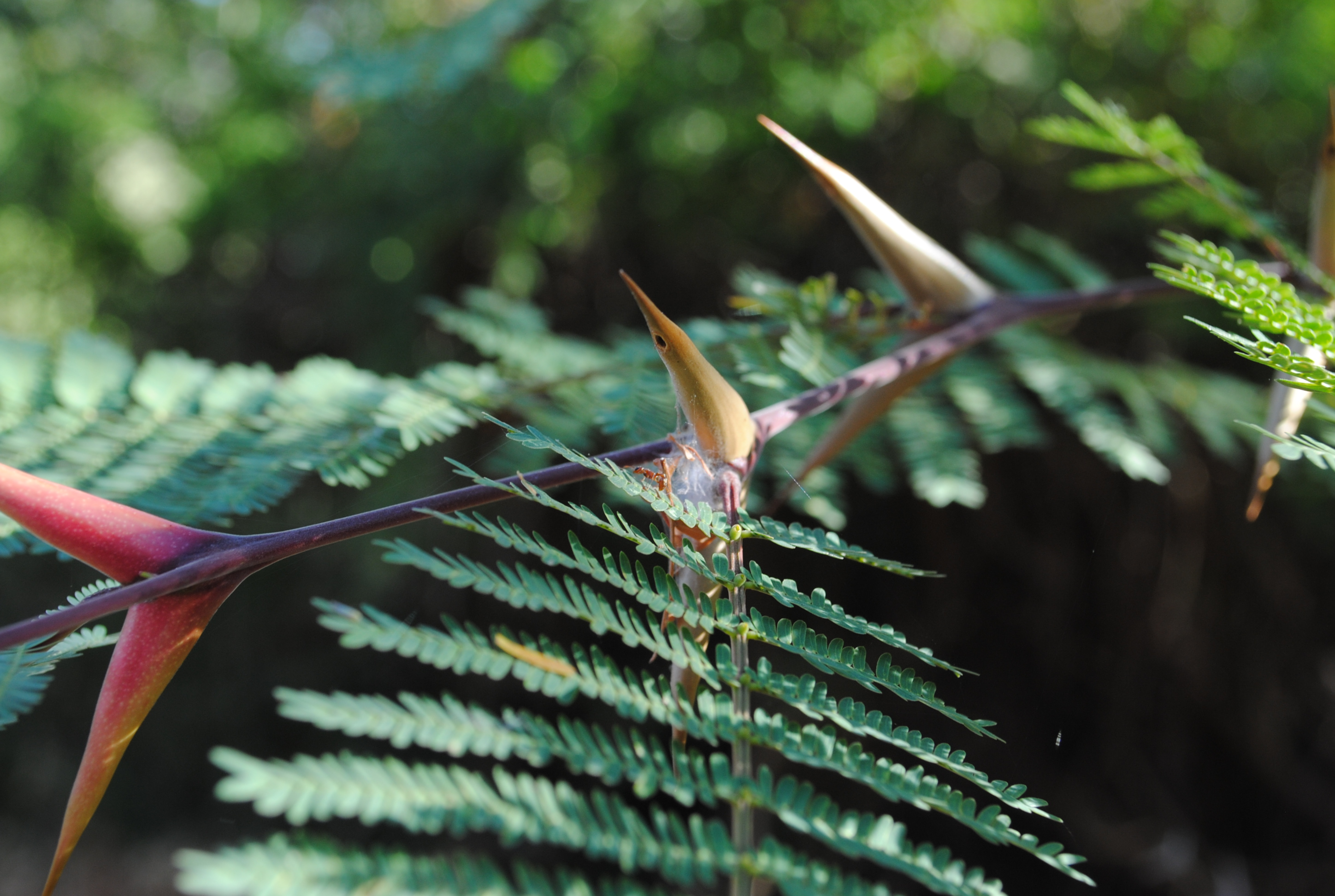
Detalle de hojas y espinas

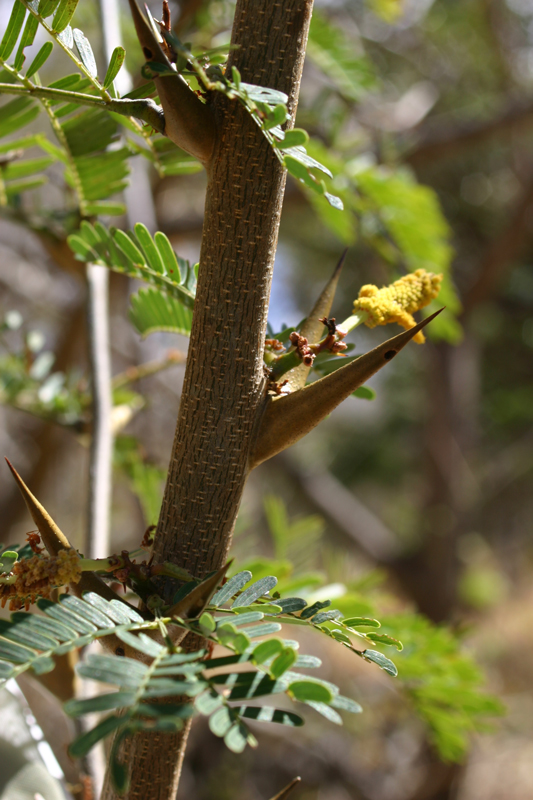
Detalle

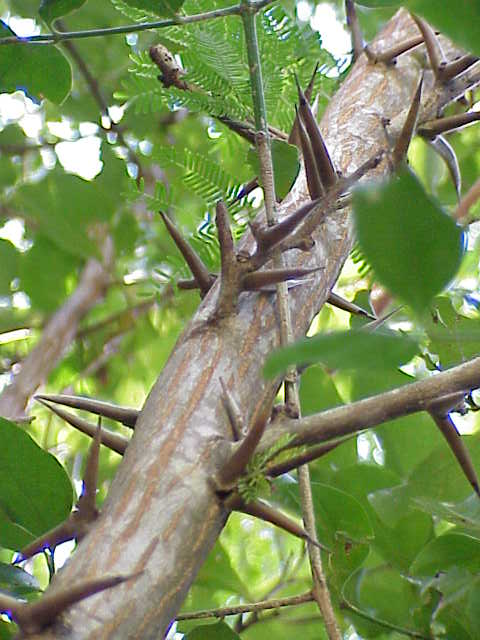
Detalle

## Descripción
Es un arbusto o pequeño árbol que alcanza un tamaño  de hasta 5 m de altura, tiene espinas rectas y huecas. Las hojas están divididas como  plumas, son caducifolias de color verde. Las flores se encuentran agrupadas en una inflorescencia en forma de espiga de color blanco, y los frutos son vainas que miden hasta 5 cm de largo.

## Hábitat
Se encuentra en lugares con clima cálido, hasta los 50 metros. Asociada al bosque caducifolio y subcaducifolio.
con aspecto muy llamativo

## Toxicidad
Las especies del género Acacia pueden contener derivados de la dimetiltriptamina y glucósidos cianogénicos en las hojas, las semillas y la corteza, cuya ingestión puede suponer un riesgo para la salud.

## Propiedades
No se han detectado antecedentes de uso medicinal de A. collinsii, ni estudios farmacológicos o químicos que confirmen su efectividad.
Es empleada en Yucatán para curar el dolor de muelas y de estómago, y también con fines mágicos ("cura del amor" a los hombres).

## Taxonomía
Acacia collinsii fue descrita por William Edwin Safford y publicado en Science 31(800): 677. 1910.
Etimología
Ver: Acacia: Etimología
collinsii: epíteto otorgado en honor del botánico Zaccheus Collins (1764-1831),
Sinonimia
- Acacia costaricensis Schenck
- Acacia glutea Ram.Goyena
- Acacia nelsonii Saff.
- Acacia panamensis Schenck
- Acacia penonomensis Saff.
- Acacia yucatanensis Schenck
- Myrmecodendron collinsii (Saff.) Britton & Rose
- Myrmecodendron costaricense (Schenck) Britton & Rose
- Tauroceras spadicigerum (Schltdl. & Cham.) Britton & Rose
- Vachellia collinsii (Saff.) Seigler & Ebinger[6][7]